# 客户关系管理
客户关系管理（英語：Customer Relationship Management，簡稱CRM）是一种企业与现有客户及潜在客户之间关系互动的管理系统。通过对客户数据的历史积累和分析，CRM可以增进企业与客户之间的关系，从而最大化增加企业销售收入和提高客户留存。
CRM会通过多个渠道全方面收集客户的相关信息，包括公司官网、电话、邮件、在线聊天、市场营销活动、销售人员及社交网络等，这一点非常重要。另外通过CRM企业还可以更加了解目标潜在客户以及如何满足客户的需求。

## CRM的基本概念架构

### CRM的主要手段與目的架構
CRM的主要手段與目的可由CRM的「10C」架構來瞭解：
- 顧客資料（Customer Profile）：指的是企業對顧客整合性資訊的收集，包括人口統計資訊、消費心理特性、消費需求、消費行為模式、交易紀錄、信用等等，以充分瞭解顧客輪廓。
- 顧客知識（Customer Knowledge）：指的是與顧客有關，由資訊轉換而來，更深更廣、更能指導CRM的一些經驗法則與因果關係等。
- 顧客區隔（Customer Segmentation）：指的是將消費者依對產品/服務（P/S）的相似慾望與需求，區分為不同的顧客群（Need-based），或以顧客獲利率來區分（Value-based），後者對CRM尤其重要。
- 顧客化/客製化（Customization）：指的是為單一顧客量身訂製符合其個別需求的P/S，例如一對一的價格、一對一的促銷、一對一的通路。此為CRM重要的手段之一，亦即由大量行銷（Mass Marketing）→區隔行銷（Segmentation）→一對一行銷（One to One Marketing）
- 顧客價值（Customer Value）：指的是顧客期望從特定P/S所能獲得利益的集合，包括產品價值、服務價值、員工友誼價值、品牌價值等。CRM的目的在提高顧客的所有價值，與降低其所有的成本。
- 顧客滿意度（Customer Satisfaction）：指的是顧客比較其對P/S品質的『期望』與『實際感受』後，所感覺的一種愉悅或失望的程度。
- 顧客的發展（Customer Development）：指的是對於目前的老顧客，應想盡辦法提升其對本公司的荷包貢獻度（Wallet Ration），其主要有兩種作法：
  - 交叉銷售（Cross Sell）：吸引老顧客來採購公司其他的產品，以擴大其對本公司的淨值貢獻。
  - 進階銷售（Up Sell）：在適當時機向顧客促銷更新、更好、更貴的同類產品。
- 顧客保留率（維繫率，Customer Retention）：指的是在於如何留住有價值的老顧客，不讓其流失，利用優秀、貼心、量身訂製的產品與服務來提升顧客的滿意度，以降低其流失率（Churn rate），獲取其一輩子的淨值。
- 顧客贏取率（Customer Acquisition）：指的是利用提供比競爭對手更高價值的產品與服務，來吸引及獲取新顧客的青睞與採購。
- 顧客獲利率（Customer Profitability）：指的是顧客終身對企業所貢獻的利潤，亦即其終生的採購金額扣除企業花在其身上的行銷與管理成本。

總而言之，CRM乃是企業利用資訊科技與流程設計，透過對顧客資訊的整合性蒐集與分析來充分了解顧客，並利用這些知識來精確地區隔有潛力的市場或提供一對一的客製化銷售與服務，使得顧客從P/S中感受到最大的價值。其目的在能提升老顧客的滿意度與忠誠度，並能吸引好的新顧客，共創企業最大的收益與利潤。

## 客戶關係管理系統
客戶關係管理系統（CRM系統，或簡稱CRM）為企業從各種不同的角度來瞭解及區別顧客，以發展出適合顧客個別需要之產品/服務（P/S）的一種企業程序與資訊科技的組合模式，其目的在於管理企業與顧客的關係，以使他們達到最高的滿意度、忠誠度、維繫率及利潤貢獻度，並同時有效率、選擇性地找出與吸引好的新顧客。

## CRM系統的分類

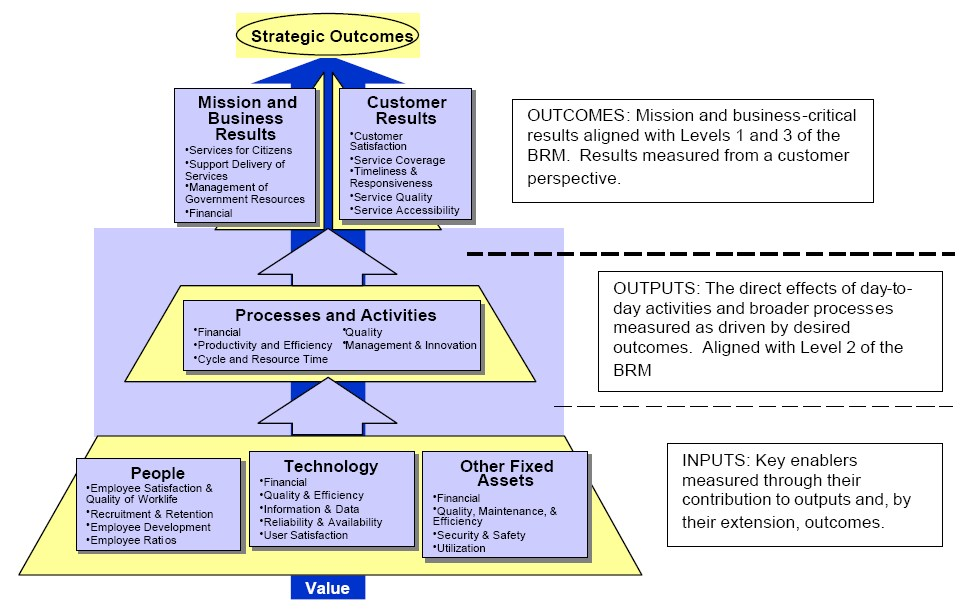
效率關係金字塔

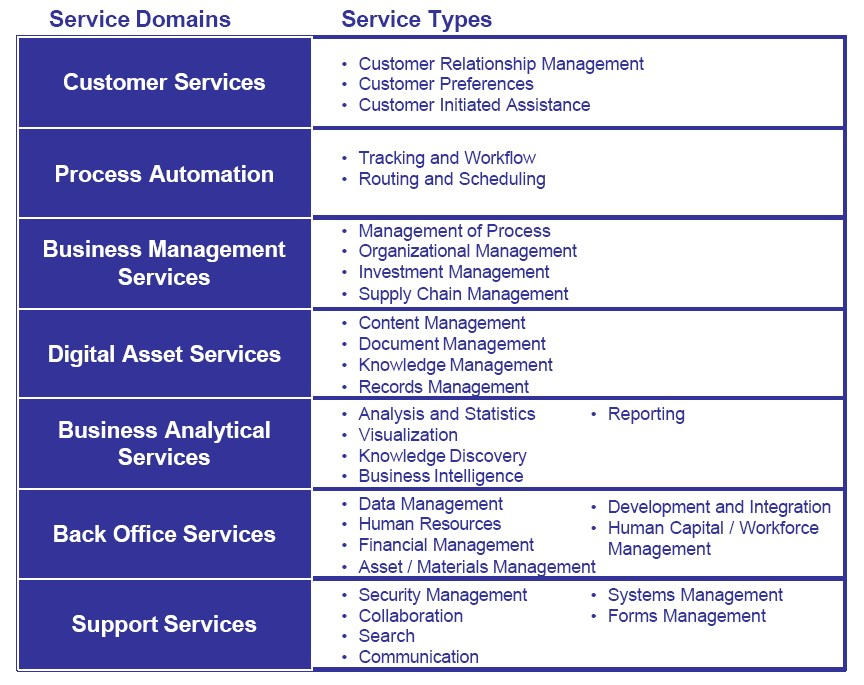
一間公司客管職掌範例

CRM系統若依照其應用功能的不同，則可以分為下列三大類，操作型CRM系統、分析型CRM系統以及協同型CRM系統。
- 操作型CRM：幫助企業整合前、後台所有業務流程時，用套裝方式，提供各種直接面對顧客需求的自動化服務功能與應用。主要業者包括過去協助企業後台整合，進而提供訂單承諾與訂單追蹤等管理功能的企業資源規劃系統與供應鏈管理系統的業者，以及致力於前端的銷售、行銷與顧客服務自動化、套裝化的業者。
- 分析型CRM：根據藉由上述各種溝通管道所蒐集到的顧客資料，進而分析顧客行為，作為企業決策判斷依據的功能。目前資料分析型CRM業者主要是以傳統的資料庫、從事資料倉儲與資料挖礦的業者為主。
- 協同型CRM：企業與其顧客不同的接觸方式與溝通的管道，促使彼此間更易於交流互動的功能。目前通路互動型CRM業者主要是以提供電腦化電話語音客戶服務中心（computer telephony integration center，CTI call center），及提供網頁、電子郵件、傳真、面對面等溝通管道整合方案的業者為主。

CRM系統亦可按客户的类别进行区分，比如B2B的CRM与B2C的CRM。我们在市场上常见的一般是B2C的CRM，这个是面向消费者的客户关系管理系统。B2B的CRM，则面对渠道或终端客户，而非直接购买企业产品或服务的直接消费者。
CRM系统还可分为传统型CRM和在线CRM两种。随着CRM的逐渐完善，在开发过程中，成熟的CRM系统根据系统的架构设计的不同被拆分成两个系统，则可以分为业务架构系统和平台化架构系统。
- CRM业务架构系统：针对行业的通用基本业务架构。
- CRM平台化架构系统：对系统的业务架构系统配置，更好的适应使用系统的企业的个性化需求。

## CRM系統的發展趨勢

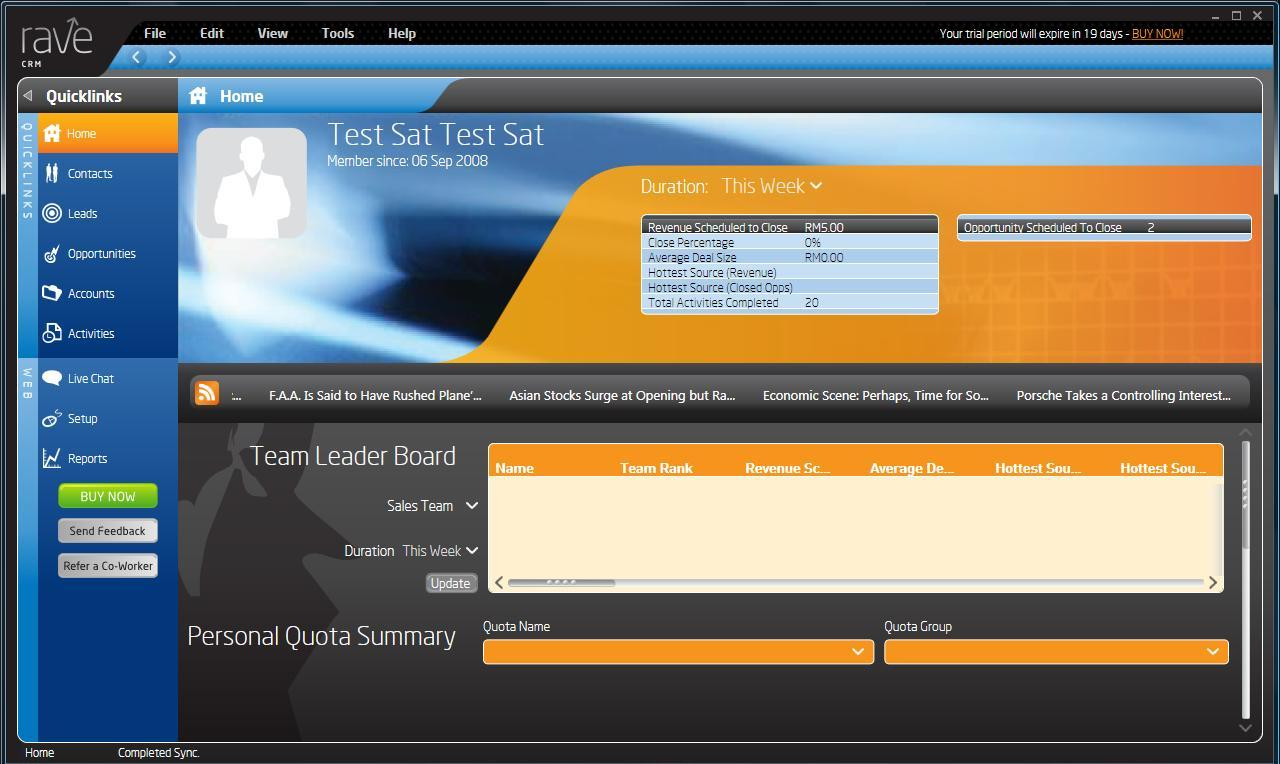
一款CRM軟體範例

- 全面採用web技術開發：隨著Web 2.0技術的成熟及市場實務上的需求，軟體廠商未來將全面以web-based的技術來進行產品開發。web-based產品的優勢在於只要可以上網的地方都可以使用，符合現代企業之據點分散於世界各地的遠距管理需求。
- 企業內部資訊整合平臺：企業內部的資訊系統大多是逐步建置而成（例如:ERP,SCM,CRM等），且目前企業以﹝客戶為中心﹞的管理需求無法由單一系統滿足，因此CRM系統與存在於企業中的現有資訊系統整合就成為勢在必行的關鍵應用。
- 提供多樣化的存取管道：CRM系統的資訊須藉由與行動裝置（笔记本电脑、PDA、移动电话）的整合，讓資訊存取更為便利，而無線運算技術的發展將提供使用者更大的彈性與機動性。因此CRM系統未來必須提供多樣化的存取管道以滿足此一需求。

## 外部連結及相關產品
- CRM導論（页面存档备份，存于）